# Guy IV. od Saint-Pola
Guy IV. od Châtillona (? – 6. travnja 1317.) bio je grof Saint-Pola u srednjovjekovnoj Francuskoj. Njegova je majka bila Matilda Brabantska, a otac mu je bio Guy III. od Saint-Pola.
O njemu se mnogo ne zna, ali je znano da je 22. srpnja 1292. oženio Mariju (1268. – 5. svibnja 1339.). Njezina je majka bila kraljevna Beatris Engleska, a otac vojvoda Ivan II. Bretonski. Marija je bila dama Elincourta i Arleuxa.
Ovo je popis djece Guya i Marije:
- Ivan od Saint-Pola
- Jakov
- Matilda Châtillonska, žena princa Karla, grofa Valoisa
- Marija[2]
- Eleonora, žena Ivana III. od Gravillea
- Ivana, žena Milona od Maizyja